# Difficult to Cure
Difficult to Cure — п'ятий студійний альбом англійського гурту Rainbow, представлений 3 лютого 1981 року на лейблі Polydor Records.

## Про альбом
Даний альбом відзначив прагнення Блекмора зробити звучання гурту більш комерційним. В одному із інтерв'ю (журнал «Sounds» від 25 липня 1981 року) Блекмор не приховував той факт, що гурт старається робити свою музику у стилі гурту Foreigner. Комерційно платівка стала найбільш успішною в історії гурту і була перевидана на CD у травні 1999 року.

## Список композицій
| Сторона | Сторона                                                       | Сторона                      | Сторона    |
| #       | Назва                                                         | Автор                        | Тривалість |
| ------- | ------------------------------------------------------------- | ---------------------------- | ---------- |
| 1.      | «I Surrender»                                                 | Русс Баллар                  | 4:01       |
| 2.      | «Spotlight Kid»                                               | Річі Блекмор, Роджер Гловер] | 4:54       |
| 3.      | «No Release»                                                  | Блекмор, Гловер, Дон Ейрі    | 5:33       |
| 4.      | «Magic»                                                       | Brian Moran                  | 4:07       |
| 5.      | «Vielleicht Das Nächste Mal (Maybe Next Time)» (instrumental) | Блекмор, Ейрі                | 3:17       |

| Сторона 2 | Сторона 2                                                 | Сторона 2                                         | Сторона 2  |
| #         | Назва                                                     | Автор                                             | Тривалість |
| --------- | --------------------------------------------------------- | ------------------------------------------------- | ---------- |
| 6.        | «Can't Happen Here»                                       | Блекмор, Гловер                                   | 4:57       |
| 7.        | «Freedom Fighter»                                         | Блекмор, Гловер, Джо Лінн Тернер                  | 4:21       |
| 8.        | «Midtown Tunnel Vision»                                   | Блекмор, Гловер, Тернер                           | 4:31       |
| 9.        | «Difficult to Cure (Beethoven's Ninth)» (інструментальна) | Людвіг ван Бетховен, аранж. Блекмор, Гловер, Ейрі | 5:57       |

## Учасники запису
- Джо Лінн Тернер — вокал
- Річі Блекмор — гітара
- Дон Ейрі — синтезатор
- Роджер Гловер — басс-гітара
- Боббі Рондінеллі — ударні